# John Magufuli
John Pombe Joseph Magufuli, conegut com a John Magufuli (anglès: John Pombe Magufuli)  (Districte de Chato, 29 d'octubre de 1959 - Dar es Salaam, 17 de març de 2021) fou un polític, químic, matemàtic i professor tanzà. Des del 5 de novembre de 2015 i fins a la seva mort fou el 5è president de Tanzània.
Fill de pagès, casat amb cinc fills, fou professor de matemàtiques i química, es formà com a químic industrial i es doctorà en química per la Universitat Dar es Salaam el 2009. Leal al partit governant Chama Cha Mapinduzi (CCM) des del 1977, Magufuli fou elegit diputat el 1995. Durant molts anys ocupà el càrrec de ministre d'obres, supervisant l'execució de mega projectes per valor de bilions de xílings tanzans. Mai no va formar part del cercle intern de CCM, però fou elegit el seu candidat a president. El 2015 es va convertir en president de Tanzània. El novembre del 2019 tornà a ocupar el càrrec de president del país, després de ser reelegit per a un segon mandat. Segons la Comissió Nacional Electoral de Tanzània, Magufuli va obtenir el 84,39 per cent de les butlletes escrutades en els comicis presidencials, realitzats l'octubre del 2020. Gràcies a aquest resultat, el CCM governarà aquest país africà cinc anys, mantenint-se, així, en el poder des de la independència de Tanzània, el 1961. El principal candidat opositor, representant del Partit Democràcia i Progrés (Chadema, per les seves sigles en suahili), Tundu Lissu no va reconèixer el resultat dels comicis.